# Felano
San Felano (s. VII - 710) fue un abad irlandés, venerado por la Iglesia Anglicana, que goza de mucha veneración en Escocia. Su memoria se celebra el 9 de enero.

## Hagiografía
Felano era de sangre noble. Su madre, la reina Kentigerna, consorte del rey Feriaco, que también fue elevada a los altares, era la nuera del célebre rey Cellach Cualann, regente del Reino de Leinster.
Cuando tuvo la edad adecuada, Felano se convirtió en monje, habitando el Monasterio de San Fintan Munnu, para luego trasladarse hacia Escocia, en el 717, junto a su madre, su tío, el príncipe San Cogmano y sus hermanos.
- Datos: Q16836746